# Borreholm
Borreholm är en ö i Danmark.   Den ligger i Vesthimmerlands kommun i Region Nordjylland, i den norra delen av landet, 250 km nordväst om Köpenhamn. Arean är 0,5 kvadratkilometer.
Borreholm ligger i Aggersund, en del av Limfjorden.